# Victor Cornelius
Victor Cornelius, ursprungligen Victor Lars Corneliussen, född 22 september 1897 i Köpenhamn, död 9 maj 1961 i Gentofte, var en dansk skådespelare, refrängsångare, kompositör och musiker (piano).
Cornelius for som 16-åring till USA för att utbilda sig inom teknik; väl i New York skaffade han sig arbete som stumfilmspianist. När han återkom till Danmark 1921 arbetade han som musiker med bland annat Jacob Schmidt och Poul Andersen. Hans skivinspelning av I Miss My Swiss tillsammans med Kai Ewans 1924 räknas som Danmarks första jazzskiva. Efter bråk med de danska skattemyndigheterna flyttade han till Ängelholm 1956, där han två år senare drabbades av sjukdom som tvingade honom att upphöra med musiken. 1960, när han inte längre kunde gå, återvände han till Danmark.

## Filmografi i urval
- 1932 - Med fuld musik
- 1941 – Alla gå kring och förälska sig

## Filmmusik i urval
- 1923 – Han, hon, himmelriket
- 1923 – Mor Annas malliga mjölnare
- 1932 - Han, Hun og Hamlet
- 1933 – Glada Köpenhamnare
- 1938 – Svensson ordnar allt!
- 1938 – Julia jubilerar